# Alexandra Jurjewna Skotschilenko

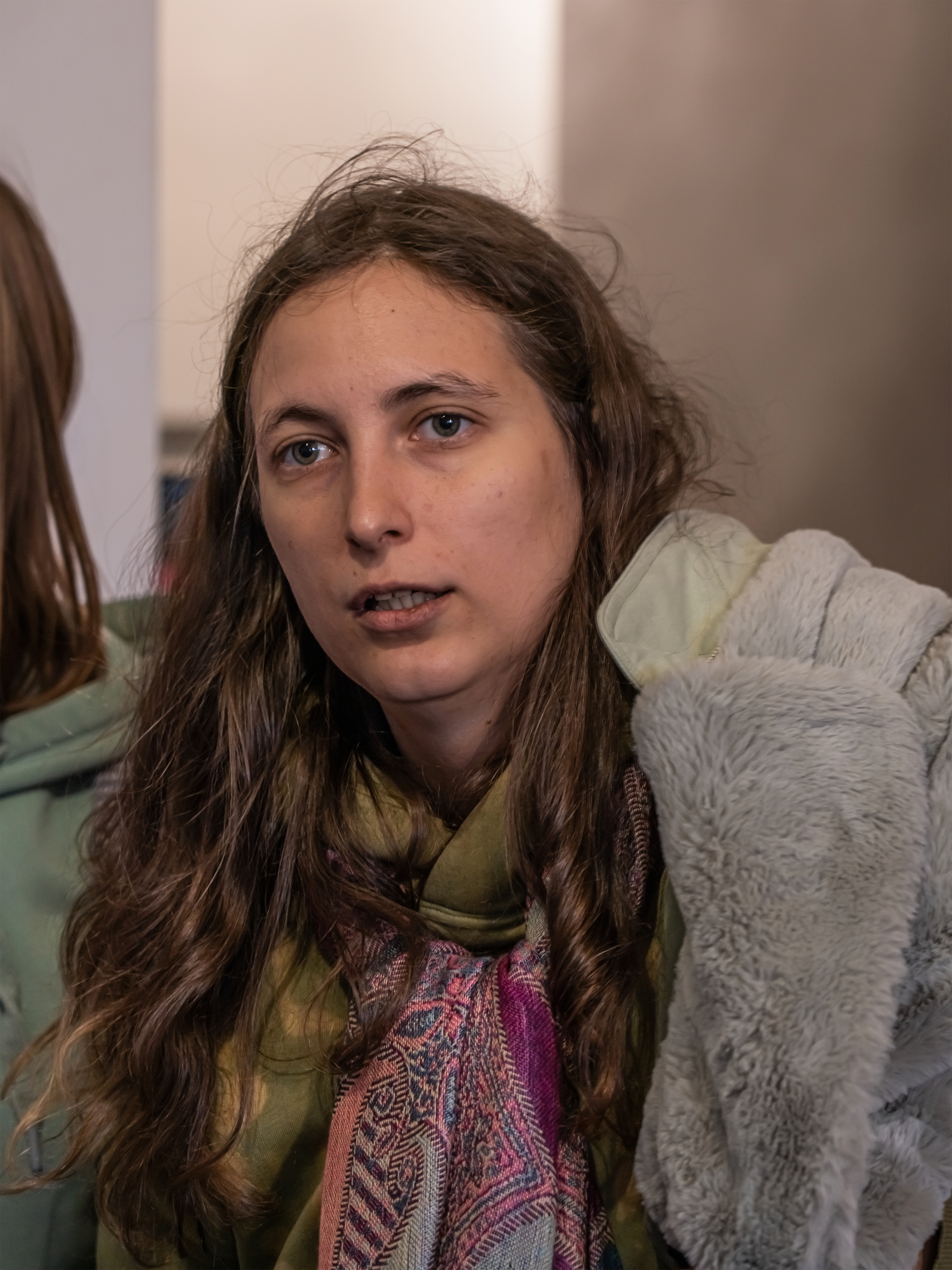
Alexandra Skotschilenko

Alexandra Jurjewna „Sascha“ Skotschilenko (russisch Александра Юрьевна Скочиленко, englisch Aleksandra ‚Sasha‘ Skochilenko; * 13. September 1990 in Leningrad, heute Sankt Petersburg) ist eine russische Künstlerin, Musikerin und Aktivistin gegen den russischen Überfall auf die Ukraine. Ab April 2022 saß sie deswegen in Russland in Haft. Im August 2024 kam sie im Rahmen eines größeren Gefangenenaustauschs frei.

## Leben
Alexandra Skotschilenko studierte Regie und später Anthropologie an der Staatlichen Universität Sankt Petersburg. Das Studium schloss sie mit Auszeichnung ab. Skotschilenko arbeitet als Journalistin, Künstlerin und Musikerin. Sie ist Feministin und lebt offen in einer lesbischen Beziehung. Sie war als Videofilmerin und Mitarbeiterin der Sankt Petersburger Online-Zeitung Bumaga („Papier“) tätig.
Bei Skotschilenko wurde Zyklothymie diagnostiziert, eine Form der bipolaren affektiven Störung. Um auch anderen in gleicher Weise Erkrankten zu helfen, verfasste sie das Buch The Book of Depression, es wurde ins Englische, Spanische und Ukrainische übersetzt und dadurch wurde sie auch international bekannt. Das Buch beruht auf den von ihr geschaffenen Comics, die sie zuvor 2014 im Netz veröffentlicht hatte. Später erschien das Buch in gedruckter Form. Heldin der Geschichten ist das Mädchen Sascha, das von seinem Kampf mit depressiven Episoden und einer bipolaren affektiven Störung erzählt.
Skotschilenko engagierte sich auch bei den Protesten gegen den russischen Überfall auf die Ukraine, die zu Beginn des Krieges in mehreren Städten in Russland stattfanden. Bereits zu Beginn des russischen Angriffskriegs wurde sie aufgrund ihres Protestes am 24. Februar 2022 zu einer Geldstrafe von 10.000 Rubeln verurteilt: „Ich unterstütze den Krieg in der Ukraine nicht. Ich bin heute auf die Straße gekommen, um das so laut zu sagen“, schrieb sie auf Instagram. Ab März 2022 organisierte sie unter dem Titel „Jams of the World“ kreative öffentliche Treffen mit Antikriegsmusik.

### Inhaftierung, Verurteilung und Freilassung
Nachdem am Abend des 31. März 2022 Antikriegshinweise anstelle der Preisschilder auf Waren in einem Geschäft der Supermarktkette Perekrjostok entdeckt worden waren, die unter anderem den Text „Die russische Armee hat die Kunstschule in Mariupol bombardiert. Während des Bombenangriffs hatten dort 400 Menschen Zuflucht gesucht“ trugen, meldete dies eine Rentnerin und erstattete Anzeige bei der Polizei. Die anderen Texte lauteten: „Russische Wehrpflichtige werden in die Ukraine geschickt. Der Preis für diesen Krieg ist das Leben unserer Kinder. Stoppt den Krieg“; „4300 russische Soldaten wurden in den ersten drei Tagen getötet. Warum schweigt das Fernsehen darüber?“; „Putin lügt uns seit 20 Jahren von den Fernsehbildschirmen aus an. Das Ergebnis dieser Lüge ist unsere Bereitschaft, den Krieg und das sinnlose Sterben zu rechtfertigen“ und „Mein Urgroßvater hat vier Jahre lang im Zweiten Weltkrieg gekämpft, nicht damit Russland ein faschistischer Staat wird und die Ukraine angreift“. Die Polizei befragte die Mitarbeiter des Kaufhauses und wertete die Aufnahmen der Videoüberwachung aus. So wurde Sascha Skotschilenko als Verantwortliche identifiziert und am 11. April 2022 in der Wohnung eines Bekannten in eine Falle gelockt und verhaftet. Gleichzeitig wurde ihre Wohnung durchsucht. Während des Verhörs wurde sie nach eigenen Angaben von den Ermittlern beschimpft, belästigt und gedemütigt.
Der Prozess gegen Skotschilenko begann am 15. Dezember 2022 in Sankt Petersburg. Ihr Fall wurde unter Ausschluss der Öffentlichkeit verhandelt, die achtwöchige Untersuchungshaft wurde mehrfach verlängert und Skotschilenko wurde wegen der „Verbreitung wissentlich falscher Informationen über den Einsatz der russischen Streitkräfte“ angeklagt. Im Juni 2023 wurde der Prozess fortgesetzt. Gemeinsam mit Amnesty International setzte sich auch der Schriftstellerverband PEN International für die Freilassung von Alexandra Skotschilenko ein. Im Juni 2023 organisierte Amnesty International vor der russischen Botschaft in Berlin für die inhaftierte Skotschilenko eine Mahnwache.
Skotschilenko hat Zöliakie und ist auf glutenfreies Essen angewiesen, bekam dieses jedoch in der Haft nicht. Aufgrund des falschen Essens beschrieb Skotschilenko, dass sie pausenlos unter Bauchschmerzen, Übelkeit, Durchfall und Erbrechen litt. Zudem erhielt sie wegen der zahlreichen Gerichtstermine oft keine Mahlzeiten. Einmal musste ein Krankenwagen zum Gericht gerufen werden, weil sie zwei Tage lang nichts gegessen hatte. Ein anderes Mal verweigerte das Gericht ihr eine Verhandlungspause, um etwas zu essen und zur Toilette gehen zu können. Da sie in der Untersuchungshaft weder die notwendige Ernährung noch medizinische Versorgung erhält, verschlechterte sich ihr Gesundheitszustand. Da sie zudem noch an einem Herzfehler leidet, war auch ihre Kardiologin, die sie in der Haft untersuchen durfte, über ihren Gesundheitszustand sehr besorgt. Ihre Lebensgefährtin Sonja Subbotina, eine ausgebildete Apothekerin, kämpfte für eine bessere Versorgung und ärztliche Hilfe für Skotschilenko. Sie lieferte ihr Medikamente und Nahrung in das Gefängnis, in der Hoffnung, dass diese sie auch erreichen. Auch hatte sie ihre Arbeit aufgegeben, da die Betreuung, auch die rechtliche, zeitintensiv ist. Subbotina bekam kaum Informationen, weder über den Gesundheitszustand noch über Verlegungen, die zwischenzeitlich stattgefunden hatten. So war Skotschilenko mehrere Wochen in einer psychiatrischen Einrichtung, in der sie aufgrund ihrer Depressionen untersucht werden sollte, wo sie jedoch auch nicht angemessen versorgt wurde und stark abmagerte.
Im November 2023 sprach ein Gericht in Sankt Petersburg die 33-Jährige schuldig, Falschinformationen über das russische Militär verbreitet zu haben, und verurteilte sie zu sieben Jahren Straflager. Hunderte Ärzte in Russland unterzeichneten nach dem Urteilsspruch einen Brief an Wladimir Putin, in dem sie die Freilassung Skotschilenkos forderten. Initiiert wurde der Brief von dem Chirurgen Alexander Wanjukow, der bereits ein Jahr zuvor einen ähnlichen Appell organisiert hatte, in dem um eine angemessene medizinische Versorgung für Alexei Nawalny gebeten wurde.
Am 1. August 2024 wurde Skotschilenko im Rahmen eines größeren Gefangenenaustauschs freigelassen.

## Rezeption
Die BBC nahm sie in die Liste der 100 Women des Jahres 2022 auf.

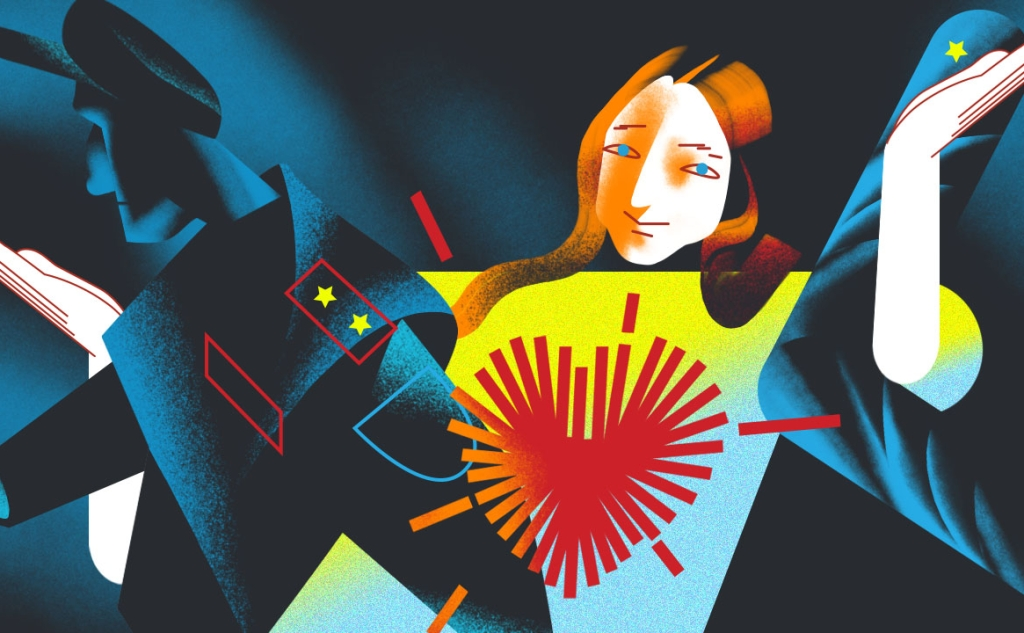
Künstlerische Abbildung Aleksandra Skotschilenkos